# Alienister patrum
Alienister patrum är en skalbaggsart som beskrevs av August Reichensperger 1926. Alienister patrum ingår i släktet Alienister och familjen stumpbaggar. Inga underarter finns listade i Catalogue of Life.